# Danh sách chuyển nhượng Giải bóng đá ngoại hạng Anh hè 2008
Đây là danh sách các cuộc chuyển nhượng của bóng đá Anh trong kỳ chuyển nhương mùa hè năm 2008. Ở đây chỉ liệt kê những vụ chuyển nhượng đáng chú ý tại các câu lạc bộ thuộc Giải bóng đá ngoại hạng Anh hoặc Giải bóng đá hạng nhất Anh.
Kỳ chuyển nhượng mùa hè bắt đầu vào ngày 1 tháng 7 năm 2008, mặc dù một số vụ chuyển nhượng đã diễn ra trước ngày đó; bỏ qua một số vụ mua bán diễn ra từ kỳ chuyển nhượng mùa đông của mùa giải 2007-2008, cuộc chuyển nhượng dạng bán đứt đầu tiên được hoàn thành vào ngày 5 tháng 2 năm 2008. Kỳ chuyển nhượng này chính thức đóng cửa vào nửa đêm ngày 31 tháng 8 năm 2008. Tuy nhiên, vì ngày 31 tháng 8 rơi vào ngày Chủ nhật, hạn chót được kéo dài thêm 24 giờ đến giữa đêm ngày 1 tháng 9 năm 2008. Các cầu thủ chưa đá cho câu lạc bộ nào có thể gia nhập vào bất kỳ lúc nào, có thể trong hoặc giữa các kỳ chuyển nhượng. Các câu lạc bộ đá tại các giải thấp hơn Ngoại hạng Anh cũng có thể ký hợp đồng mượn cầu thủ vào bất cứ lúc nào. Nếu cần thiết, các câu lạc bộ có thể ký hợp đồng mượn khẩn cấp một thủ môn, nếu không còn thủ môn nào khác trong đội.

## Các cuộc chuyển nhượng
Danny Rose

| Ngày             | Tên                       | Chuyển từ                        | Chuyển đến                                 | Phí chuyển nhượng |
| ---------------- | ------------------------- | -------------------------------- | ------------------------------------------ | ----------------- |
| 4 tháng 2 2008   | Paulo Monteiro            | Tự do                            | Charlton Athletic                          | Tự do             |
| 4 tháng 2 2008   | Romone Rose               | Queens Park Rangers              | AFC Wimbledon                              | Học việc          |
| 5 tháng 2 2008   | Benjani                   | Portsmouth                       | Manchester City                            | £3.87m            |
| 5 tháng 2 2008   | Jermain Defoe             | Tottenham Hotspur                | Portsmouth                                 | Không tiết lộ     |
| 7 tháng 2 2008   | Sam Filler                | Bradford City                    | Middlesbrough                              | Không tiết lộ     |
| 7 tháng 2 2008   | Matt Pickens              | Tự do                            | Queens Park Rangers                        | Tự do             |
| 7 tháng 2 2008   | Grzegorz Szamotulski      | Tự do                            | Preston North End                          | Tự do             |
| 8 tháng 2 2008   | Adam Bolder               | Queens Park Rangers              | Sheffield Wednesday                        | Cho mượn          |
| 8 tháng 2 2008   | Liam Bridcutt             | Chelsea                          | Yeovil Town                                | Cho mượn          |
| 8 tháng 2 2008   | David Cotterill           | Wigan Athletic                   | Sheffield United                           | Cho mượn          |
| 8 tháng 2 2008   | Bryan Hodge               | Blackburn Rovers                 | Darlington                                 | Cho mượn          |
| 8 tháng 2 2008   | Will Hoskins              | Watford                          | Nottingham Forest                          | Cho mượn          |
| 8 tháng 2 2008   | Sherjill MacDonald        | West Bromwich Albion             | Hereford United                            | Cho mượn          |
| 8 tháng 2 2008   | Anthony Pulis             | Stoke City                       | Bristol Rovers                             | Cho mượn          |
| 8 tháng 2 2008   | Adam Rooney               | Stoke City                       | Bury                                       | Cho mượn          |
| 11 tháng 2 2008  | Dean Bowditch             | Ipswich Town                     | Brighton and Hove Albion                   | Cho mượn          |
| 11 tháng 2 2008  | Robert Milsom             | Fulham                           | Brentford                                  | Cho mượn          |
| 12 tháng 2 2008  | Scott Flinders            | Crystal Palace                   | Yeovil Town                                | Cho mượn          |
| 12 tháng 2 2008  | Miguel Mostto             | Barnsley                         | Coronel Bolognesi                          | Cho mượn          |
| 12 tháng 2 2008  | Gary Roberts              | Ipswich Town                     | Crewe Alexandra                            | Cho mượn          |
| 13 tháng 2 2008  | Tom Craddock              | Middlesbrough                    | Hartlepool United                          | Cho mượn          |
| 14 tháng 2 2008  | Luke Steele               | West Bromwich Albion             | Barnsley                                   | Cho mượn          |
| 14 tháng 2 2008  | Joe Widdowson             | West Ham United                  | Rotherham United                           | Cho mượn          |
| 15 tháng 2 2008  | Josh Dutton-Black         | Southampton                      | Crawley Town                               | Cho mượn          |
| 15 tháng 2 2008  | James Walker              | Charlton Athletic                | Southend United                            | Cho mượn          |
| 18 tháng 2 2008  | Kenny Lunt                | Sheffield Wednesday              | Crewe Alexandra                            | Cho mượn          |
| 19 tháng 2 2008  | Russell Anderson          | Sunderland                       | Plymouth Argyle                            | Cho mượn          |
| 19 tháng 2 2008  | Kenny Keys                | Stoke City                       | Leek Town                                  | Học việc          |
| 19 tháng 2 2008  | Dean McCormick            | Stoke City                       | Leek Town                                  | Học việc          |
| 19 tháng 2 2008  | Gary Teale                | Derby County                     | Plymouth Argyle                            | Cho mượn          |
| 19 tháng 2 2008  | Juan Velasco              | Tự do                            | Norwich City                               | Tự do             |
| 19 tháng 2 2008  | Jack Watson               | Stoke City                       | Leek Town                                  | Học việc          |
| 21 tháng 2 2008  | David Dowson              | Sunderland                       | Chesterfield                               | Cho mượn          |
| 21 tháng 2 2008  | Peter Hartley             | Sunderland                       | Chesterfield                               | Cho mượn          |
| 21 tháng 2 2008  | Chris McGrail             | Preston North End                | Vauxhall Motors                            | Cho mượn          |
| 21 tháng 2 2008  | Ben Sahar                 | Chelsea                          | Sheffield Wednesday                        | Cho mượn          |
| 22 tháng 2 2008  | Andrew Howell             | Queens Park Rangers              | Wealdstone                                 | Cho mượn          |
| 22 tháng 2 2008  | Shaleum Logan             | Manchester City                  | Stockport County                           | Cho mượn          |
| 22 tháng 2 2008  | Luke Moore                | Aston Villa                      | West Bromwich Albion                       | Cho mượn          |
| 22 tháng 2 2008  | Ian Pearce                | Fulham                           | Southampton                                | Cho mượn          |
| 22 tháng 2 2008  | John Ruddy                | Everton                          | Stockport County                           | Cho mượn          |
| 22 tháng 2 2008  | Tommy Smith               | Ipswich Town                     | Stevenage Borough                          | Cho mượn          |
| 25 tháng 2 2008  | Wayne Brown               | Fulham                           | Brentford                                  | Cho mượn          |
| 25 tháng 2 2008  | Paulo Monteiro            | Charlton Athletic                | Accrington Stanley                         | Cho mượn          |
| 26 tháng 2 2008  | Mikkel Andersen           | Reading                          | Torquay United                             | Cho mượn          |
| 26 tháng 2 2008  | Jordan Robertson          | Sheffield United                 | Oldham Athletic                            | Cho mượn          |
| 27 tháng 2 2008  | Alex Morfaw               | Scunthorpe United                | Lincoln City                               | Cho mượn          |
| 27 tháng 2 2008  | Moses Swaibu              | Crystal Palace                   | Weymouth                                   | Cho mượn          |
| 28 tháng 2 2008  | Lee Hendrie               | Sheffield United                 | Leicester City                             | Cho mượn          |
| 28 tháng 2 2008  | Stephen O'Halloran        | Aston Villa                      | Leeds United                               | Cho mượn          |
| 28 tháng 2 2008  | Scott Sinclair            | Chelsea                          | Charlton Athletic                          | Cho mượn          |
| 29 tháng 2 2008  | Neil Clement              | West Bromwich Albion             | Hull City                                  | Cho mượn          |
| 29 tháng 2 2008  | Stephen Henderson         | Bristol City                     | Weymouth                                   | Cho mượn          |
| 29 tháng 2 2008  | Michael Johnson           | Derby County                     | Notts County                               | Cho mượn          |
| 29 tháng 2 2008  | Javier Mascherano         | Media Sports Investments         | Liverpool                                  | Không tiết lộ     |
| 29 tháng 2 2008  | Izale McLeod              | Charlton Athletic                | Colchester United                          | Cho mượn          |
| 29 tháng 2 2008  | Chris Riggott             | Middlesbrough                    | Stoke City                                 | Cho mượn          |
| 29 tháng 2 2008  | Dorian Smith              | Tooting & Mitcham United         | Charlton Athletic                          | Không tiết lộ     |
| 3 tháng 3 2008   | Dave McClements           | Sheffield Wednesday              | Buxton                                     | Cho mượn          |
| 4 tháng 3 2008   | Craig Beattie             | West Bromwich Albion             | Preston North End                          | Cho mượn          |
| 4 tháng 3 2008   | Kelvin Etuhu              | Manchester City                  | Leicester City                             | Cho mượn          |
| 4 tháng 3 2008   | Carlo Nash                | Wigan Athletic                   | Stoke City                                 | Cho mượn          |
| 4 tháng 3 2008   | Curtis Weston             | Leeds United                     | Scunthorpe United                          | Cho mượn          |
| 5 tháng 3 2008   | Leroy Lita                | Reading                          | Charlton Athletic                          | Cho mượn          |
| 6 tháng 3 2008   | Daniel Jones              | Wolverhampton Wanderers          | Northampton Town                           | Cho mượn          |
| 6 tháng 3 2008   | Harry Worley              | Chelsea                          | Leicester City                             | Cho mượn          |
| 7 tháng 3 2008   | Jamie Annerson            | Sheffield United                 | Chesterfield                               | Cho mượn          |
| 7 tháng 3 2008   | Joe Anyinsah              | Preston North End                | Crewe Alexandra                            | Cho mượn          |
| 7 tháng 3 2008   | Alan Bennett              | Reading                          | Brentford                                  | Cho mượn          |
| 7 tháng 3 2008   | David Forde               | Cardiff City                     | Bournemouth                                | Cho mượn          |
| 7 tháng 3 2008   | Russell Hoult             | Stoke City                       | Notts County                               | Cho mượn          |
| 7 tháng 3 2008   | Brett Ormerod             | Preston North End                | Nottingham Forest                          | Cho mượn          |
| 7 tháng 3 2008   | Franck Songo'o            | Portsmouth                       | Sheffield Wednesday                        | Cho mượn          |
| 11 tháng 3 2008  | Jean-François Christophe  | Portsmouth                       | Yeovil Town                                | Cho mượn          |
| 12 tháng 3 2008  | Andreas Granqvist         | Wigan Athletic                   | Helsingborg                                | Cho mượn          |
| 13 tháng 3 2008  | Kasper Schmeichel         | Manchester City                  | Coventry City                              | Cho mượn          |
| 14 tháng 3 2008  | Jay Bothroyd              | Wolverhampton Wanderers          | Stoke City                                 | Cho mượn          |
| 14 tháng 3 2008  | Matt Heath                | Leeds United                     | Colchester United                          | Cho mượn          |
| 14 tháng 3 2008  | Shefki Kuqi               | Crystal Palace                   | Ipswich Town                               | Cho mượn          |
| 14 tháng 3 2008  | Jordan Parkes             | Watford                          | Barnet                                     | Cho mượn          |
| 18 tháng 3 2008  | Johann Vogel              | Tự do                            | Blackburn Rovers                           | Tự do             |
| 19 tháng 3 2008  | Maceo Rigters             | Blackburn Rovers                 | Norwich City                               | Cho mượn          |
| 20 tháng 3 2008  | Grant Holt                | Nottingham Forest                | Blackpool                                  | Cho mượn          |
| 20 tháng 3 2008  | Jem Karacan               | Reading                          | Millwall                                   | Cho mượn          |
| 20 tháng 3 2008  | Therry Racon              | Charlton Athletic                | Brighton & Hove Albion                     | Cho mượn          |
| 20 tháng 3 2008  | Luke Steele               | West Bromwich Albion             | Barnsley                                   | Cho mượn          |
| 20 tháng 3 2008  | Richard Wright            | West Ham United                  | Southampton                                | Cho mượn          |
| 21 tháng 3 2008  | Kevin Horlock             | Scunthorpe United                | Mansfield Town                             | Cho mượn          |
| 21 tháng 3 2008  | Danny Simpson             | Manchester United                | Ipswich Town                               | Cho mượn          |
| 25 tháng 3 2008  | Dimitrios Konstantopoulos | Coventry City                    | Nottingham Forest                          | Cho mượn          |
| 27 tháng 3 2008  | Shola Ameobi              | Newcastle United                 | Stoke City                                 | Cho mượn          |
| 27 tháng 3 2008  | Nathan Ashton             | Fulham                           | Crystal Palace                             | Cho mượn          |
| 27 tháng 3 2008  | Michael Barnes            | Manchester United                | Shrewsbury Town                            | Cho mượn          |
| 27 tháng 3 2008  | Asmir Begovic             | Portsmouth                       | Yeovil Town                                | Cho mượn          |
| 27 tháng 3 2008  | David Bell                | Luton Town                       | Leicester City                             | Cho mượn          |
| 27 tháng 3 2008  | Aaron Brown               | Reading                          | Walsall                                    | Cho mượn          |
| 27 tháng 3 2008  | David Button              | Tottenham Hotspur                | Rochdale                                   | Cho mượn          |
| 27 tháng 3 2008  | Tony Craig                | Crystal Palace                   | Millwall                                   | Cho mượn          |
| 27 tháng 3 2008  | Aidan Downes              | Everton                          | Yeovil Town                                | Cho mượn          |
| 27 tháng 3 2008  | David Forde               | Cardiff City                     | Bournemouth                                | Cho mượn          |
| 27 tháng 3 2008  | Stephen Gleeson           | Wolverhampton Wanderers          | Stockport County                           | Cho mượn          |
| 27 tháng 3 2008  | Ryan Hall                 | Crystal Palace                   | Crawley Town                               | Cho mượn          |
| 27 tháng 3 2008  | Mitch Hanson              | Derby County                     | Port Vale                                  | Cho mượn          |
| 27 tháng 3 2008  | Colin Hawkins             | Coventry City                    | Chesterfield                               | Cho mượn          |
| 27 tháng 3 2008  | Zavon Hines               | West Ham United                  | Coventry City                              | Cho mượn          |
| 27 tháng 3 2008  | Jeff Hughes               | Crystal Palace                   | Bristol Rovers                             | Cho mượn          |
| 27 tháng 3 2008  | Steve Jones               | Burnley                          | Crewe Alexandra                            | Cho mượn          |
| 27 tháng 3 2008  | Jason Kennedy             | Middlesbrough                    | Doncaster Rovers                           | Cho mượn          |
| 27 tháng 3 2008  | Leroy Lita                | Reading                          | Charlton Athletic                          | Cho mượn          |
| 27 tháng 3 2008  | Chris Lucketti            | Sheffield United                 | Southampton                                | Cho mượn          |
| 27 tháng 3 2008  | Joe Martin                | Tottenham Hotspur                | Blackpool                                  | Cho mượn          |
| 27 tháng 3 2008  | Lewis Montrose            | Wigan Athletic                   | Rochdale                                   | Cho mượn          |
| 27 tháng 3 2008  | Jake Moult                | Plymouth Argyle                  | Kidderminster Harriers                     | Cho mượn          |
| 27 tháng 3 2008  | Graeme Owens              | Middlesbrough                    | Chesterfield                               | Cho mượn          |
| 27 tháng 3 2008  | Richard O'Donnell         | Sheffield Wednesday              | Oldham Athletic                            | Cho mượn          |
| 27 tháng 3 2008  | Stephen Pearson           | Derby County                     | Stoke City                                 | Cho mượn          |
| 27 tháng 3 2008  | Chris Perry               | Luton Town                       | Southampton                                | Cho mượn          |
| 27 tháng 3 2008  | Kyel Reid                 | West Ham United                  | Crystal Palace                             | Cho mượn          |
| 27 tháng 3 2008  | Paul Reid                 | Barnsley                         | Carlisle United                            | Cho mượn          |
| 27 tháng 3 2008  | Martin Riley              | Wolverhampton Wanderers          | Shrewsbury Town                            | Cho mượn          |
| 27 tháng 3 2008  | Donovan Simmonds          | Coventry City                    | Gillingham                                 | Cho mượn          |
| 27 tháng 3 2008  | Scott Sinclair            | Chelsea                          | Crystal Palace                             | Cho mượn          |
| 27 tháng 3 2008  | Bartosz Ślusarski         | West Bromwich Albion             | Sheffield Wednesday                        | Cho mượn          |
| 2 tháng 4 2008   | Laurent Robert            | Derby County                     | Major League Soccer (Toronto)              | Tự do             |
| 15 tháng 4 2008  | Mikkel Andersen           | Reading                          | Rushden & Diamonds                         | Cho mượn          |
| 17 tháng 4 2008  | Ruben Zadkovich           | Tự do                            | Derby County                               | Tự do             |
| 22 tháng 4 2008  | Steven Pienaar            | Borussia Dortmund                | Everton                                    | £2.05m            |
| 29 tháng 4 20081 | Luka Modrić               | Dinamo Zagreb                    | Tottenham Hotspur                          | £16.5m            |
| 5 tháng 5 20081  | Mathieu Flamini           | Arsenal                          | Milan                                      | Tự do             |
| 6 tháng 5 20081  | Michael Johnson           | Derby County                     | Notts County                               | Tự do             |
| 6 tháng 5 20081  | Chris Smalling            | Maidstone United                 | Middlesbrough                              | Tự do             |
| 8 tháng 5 2008   | Harry Worley              | Chelsea                          | Leicester City                             | Tự do             |
| 12 tháng 5 20081 | José Bosingwa             | Porto                            | Chelsea                                    | £16.2m            |
| 13 tháng 5 2008  | Radek Černý               | Slavia Praha                     | Queens Park Rangers                        | Tự do             |
| 13 tháng 5 2008  | Matt Heath                | Leeds United                     | Colchester United                          | Tự do             |
| 13 tháng 5 20081 | Peter Ramage              | Newcastle United                 | Queens Park Rangers                        | Tự do             |
| 15 tháng 5 2008  | Paul Connolly             | Plymouth Argyle                  | Derby County                               | Tự do             |
| 19 tháng 5 2008  | Marcus Bean               | Blackpool                        | Brentford                                  | Tự do             |
| 21 tháng 5 20081 | Ashley Grimes             | Manchester City                  | Millwall                                   | Không tiết lộ     |
| 21 tháng 5 2008  | Kieran Lee                | Manchester United                | Oldham Athletic                            | Tự do             |
| 21 tháng 5 2008  | Luke Steele               | West Bromwich Albion             | Barnsley                                   | Tự do             |
| 22 tháng 5 20081 | Mark Schwarzer            | Middlesbrough                    | Fulham                                     | Tự do             |
| 22 tháng 5 2008  | Ashley Williams           | Stockport County                 | Swansea City                               | Không tiết lộ     |
| 23 tháng 5 2008  | Tom Heaton                | Manchester United                | Cardiff City                               | Cho mượn          |
| 23 tháng 5 2008  | Mark Hudson               | Crystal Palace                   | Charlton Athletic                          | Tự do             |
| 23 tháng 5 2008  | Sam Vokes                 | Bournemouth                      | Wolverhampton Wanderers                    | Không tiết lộ     |
| 25 tháng 5 2008  | Adam Bygrave              | Reading                          | Weymouth                                   | Tự do             |
| 27 tháng 5 20081 | Keigan Parker             | Blackpool                        | Huddersfield Town                          | Tự do             |
| 27 tháng 5 2008  | Gerard Piqué              | Manchester United                | Barcelona                                  | Không tiết lộ     |
| 27 tháng 5 20081 | Garry Thompson            | Morecambe                        | Scunthorpe United                          | Tự do             |
| 28 tháng 5 2008  | Kim Do-Heon               | Seongnam Ilhwa Chunma            | West Bromwich Albion                       | £550k             |
| 28 tháng 5 2008  | Luke Moore                | Aston Villa                      | West Bromwich Albion                       | £3m               |
| 30 tháng 5 2008  | Roman Bednář              | Hearts                           | West Bromwich Albion                       | £2.3m             |
| 30 tháng 5 2008  | Robert Earnshaw           | Derby County                     | Nottingham Forest                          | £2.65m            |
| 30 tháng 5 2008  | Nathan Ellington          | Watford                          | Derby County                               | Cho mượn          |
| 30 tháng 5 20081 | Mikael Forssell           | Birmingham City                  | Hannover 96                                | Tự do             |
| 30 tháng 5 20081 | Paul Green                | Doncaster Rovers                 | Derby County                               | Tự do             |
| 30 tháng 5 2008  | Jason Kennedy             | Middlesbrough                    | Darlington                                 | Tự do             |
| 30 tháng 5 2008  | Jordan Stewart            | Watford                          | Derby County                               | Tự do             |
| 2 tháng 6 2008   | Guillaume Beuzelin        | Hibernian                        | Coventry City                              | Tự do             |
| 2 tháng 6 2008   | Kris Commons              | Nottingham Forest                | Derby County                               | Tự do             |
| 3 tháng 6 20081  | Lee Carsley               | Everton                          | Birmingham City                            | Tự do             |
| 3 tháng 6 2008   | Matthew Lockwood          | Nottingham Forest                | Colchester United                          | Không tiết lộ     |
| 3 tháng 6 2008   | Kevin McLeod              | Colchester United                | Brighton & Hove Albion                     | Tự do             |
| 3 tháng 6 20081  | Jens Lehmann              | Arsenal                          | Stuttgart                                  | Tự do             |
| 4 tháng 6 2008   | David Stockdale           | Darlington                       | Fulham                                     | Không tiết lộ     |
| 5 tháng 6 2008   | Marlon Broomes            | Stoke City                       | Blackpool                                  | Tự do             |
| 5 tháng 6 2008   | David Forde               | Cardiff City                     | Millwall                                   | Tự do             |
| 5 tháng 6 2008   | Alan Power                | Nottingham Forest                | Hartlepool United                          | Tự do             |
| 6 tháng 6 2008   | Liam Davis                | Coventry City                    | Northampton Town                           | Tự do             |
| 6 tháng 6 2008   | Lee Holmes                | Derby County                     | Southampton                                | Tự do             |
| 6 tháng 6 2008   | Jeff Hughes               | Crystal Palace                   | Bristol Rovers                             | Không tiết lộ     |
| 6 tháng 6 2008   | Chris Perry               | Luton Town                       | Southampton                                | Tự do             |
| 9 tháng 6 2008   | Kevin Amankwaah           | Swansea City                     | Swindon Town                               | Tự do             |
| 9 tháng 6 2008   | Adam Legzdins             | Birmingham City                  | Crewe Alexandra                            | Tự do             |
| 10 tháng 6 20081 | Giovani dos Santos        | Barcelona                        | Tottenham Hotspur                          | £4.7m             |
| 10 tháng 6 2008  | David Rozehnal            | Newcastle United                 | Lazio                                      | £2.9m             |
| 11 tháng 6 2008  | Zoltan Gera               | West Bromwich Albion             | Fulham                                     | Tự do             |
| 12 tháng 6 2008  | Steve Davies              | Tranmere Rovers                  | Derby County                               | Tribunal          |
| 12 tháng 6 2008  | Paddy McCarthy            | Charlton Athletic                | Crystal Palace                             | Không tiết lộ     |
| 12 tháng 6 2008  | Andranik Teymourian       | Bolton Wanderers                 | Fulham                                     | Tự do             |
| 13 tháng 6 2008  | Aaron Ramsey              | Cardiff City                     | Arsenal                                    | £5m               |
| 13 tháng 6 2008  | Kenny Miller              | Derby County                     | Rangers                                    | £2m               |
| 16 tháng 6 2008  | Pim Balkestein            | SC Heerenveen                    | Ipswich Town                               | Không tiết lộ     |
| 16 tháng 6 2008  | Stuart Fleetwood          | Forest Green Rovers              | Charlton Athletic                          | Tribunal          |
| 16 tháng 6 2008  | Fabrice Muamba            | Birmingham City                  | Bolton Wanderers                           | £5m               |
| 16 tháng 6 2008  | Lewwis Spence             | Crystal Palace                   | Wycombe Wanderers                          | Tự do             |
| 17 tháng 6 20081 | Sammy Clingan             | Nottingham Forest                | Norwich City                               | Tự do             |
| 17 tháng 6 2008  | Ben Hamer                 | Reading                          | Brentford                                  | Cho mượn          |
| 17 tháng 6 2008  | Leigh Mills               | Tottenham Hotspur                | Brentford                                  | Cho mượn          |
| 17 tháng 6 2008  | Alex Russell              | Bristol City                     | Cheltenham Town                            | Tự do             |
| 17 tháng 6 2008  | John Spicer               | Burnley                          | Doncaster Rovers                           | Tự do             |
| 18 tháng 6 2008  | Gareth McAuley            | Leicester City                   | Ipswich Town                               | Không tiết lộ     |
| 18 tháng 6 20081 | Jason Puncheon            | Barnet                           | Plymouth Argyle                            | £250k             |
| 18 tháng 6 2008  | John Arne Riise           | Liverpool                        | Roma                                       | £4m               |
| 18 tháng 6 2008  | Kieren Westwood           | Carlisle United                  | Coventry City                              | £500k             |
| 18 tháng 6 2008  | Paul Wotton               | Plymouth Argyle                  | Southampton                                | Tự do             |
| 19 tháng 6 2008  | Stefan Bailey             | Queens Park Rangers              | Grays Athletic                             | Tự do             |
| 19 tháng 6 2008  | Kyle Lafferty             | Burnley                          | Rangers                                    | £3m               |
| 20 tháng 6 2008  | Glen Little               | Reading                          | Portsmouth                                 | Không tiết lộ     |
| 20 tháng 6 2008  | Julius Aghahowa           | Wigan Athletic                   | Kayserispor                                | Không tiết lộ     |
| 20 tháng 6 2008  | Danny Whitaker            | Port Vale                        | Oldham Athletic                            | Tự do             |
| 23 tháng 6 2008  | Osei Sankofa              | Charlton Athletic                | Southend United                            | Tự do             |
| 24 tháng 6 2008  | Karl Duguid               | Colchester United                | Plymouth Argyle                            | Không tiết lộ     |
| 24 tháng 6 2008  | Grant Holt                | Nottingham Forest                | Shrewsbury Town                            | £170k             |
| 24 tháng 6 2008  | Michael Jackson           | Blackpool                        | Shrewsbury Town                            | Tự do             |
| 24 tháng 6 2008  | Kevin McDonald            | Dundee                           | Burnley                                    | £500k             |
| 25 tháng 6 2008  | Iain Hume                 | Leicester City                   | Barnsley                                   | £1.2m             |
| 25 tháng 6 2008  | Richard Stearman          | Leicester City                   | Wolverhampton Wanderers                    | Không tiết lộ     |
| 26 tháng 6 2008  | Paul Anderson             | Liverpool                        | Nottingham Forest                          | Cho mượn          |
| 26 tháng 6 2008  | Matthew Gilks             | Norwich City                     | Blackpool                                  | Không tiết lộ     |
| 26 tháng 6 2008  | Heurelho Gomes            | PSV Eindhoven                    | Tottenham Hotspur                          | Không tiết lộ     |
| 26 tháng 6 2008  | Wes Hoolahan              | Blackpool                        | Norwich City                               | Không tiết lộ     |
| 26 tháng 6 2008  | Christian Kalvenes        | Dundee United                    | Burnley                                    | Tự do             |
| 27 tháng 6 2008  | Daniel Braaten            | Bolton Wanderers                 | Toulouse                                   | Không tiết lộ     |
| 27 tháng 6 2008  | Roberto Colace            | Newell's Old Boys                | Barnsley                                   | Không tiết lộ     |
| 27 tháng 6 2008  | Mounir El Haimour         | Neuchâtel Xamax                  | Barnsley                                   | Không tiết lộ     |
| 27 tháng 6 2008  | Johan Elmander            | Toulouse                         | Bolton Wanderers                           | Không tiết lộ     |
| 27 tháng 6 2008  | Mark Gower                | Southend United                  | Swansea City                               | Tự do             |
| 27 tháng 6 2008  | David Jones               | Derby County                     | Wolverhampton Wanderers                    | Không tiết lộ     |
| 27 tháng 6 2008  | Emmanuel Ledesma          | Genoa                            | Queens Park Rangers                        | Cho mượn          |
| 27 tháng 6 2008  | James O'Connor            | Burnley                          | Sheffield Wednesday                        | Tự do             |
| 27 tháng 6 2008  | Diego Penny               | Coronel Bolognesi                | Burnley                                    | Không tiết lộ     |
| 27 tháng 6 2008  | Morgan Schneiderlin       | Strasbourg                       | Southampton                                | Không tiết lộ     |
| 27 tháng 6 2008  | Gavin Williams            | Ipswich Town                     | Bristol City                               | Không tiết lộ     |
| 28 tháng 6 2008  | Federico Bessone          | Espanyol                         | Swansea City                               | Tự do             |
| 28 tháng 6 20081 | Darren Dennehy            | Everton                          | Cardiff City                               | Tự do             |
| 28 tháng 6 20081 | Ross McCormack            | Motherwell                       | Cardiff City                               | Tự do             |
| 30 tháng 6 2008  | Deco                      | Barcelona                        | Chelsea                                    | Không tiết lộ     |
| 30 tháng 6 2008  | Burton O'Brien            | Sheffield Wednesday              | Falkirk                                    | Tự do             |
| 1 tháng 7 2008   | Martin Albrechtsen        | West Bromwich Albion             | Derby County                               | Tự do             |
| 1 tháng 7 2008   | Nick Carle                | Bristol City                     | Crystal Palace                             | Không tiết lộ     |
| 1 tháng 7 2008   | Samuel Di Carmine         | Fiorentina                       | Queens Park Rangers                        | Cho mượn          |
| 1 tháng 7 2008   | Liam Dickinson            | Stockport County                 | Derby County                               | £750k             |
| 1 tháng 7 2008   | Guy Moussi                | Angers                           | Nottingham Forest                          | Không tiết lộ     |
| 1 tháng 7 2008   | Barry Nicholson           | Aberdeen                         | Preston North End                          | Tự do             |
| 1 tháng 7 2008   | Daniël de Ridder          | Birmingham City                  | Wigan Athletic                             | Tự do             |
| 1 tháng 7 2008   | Stephen Roberts           | Doncaster Rovers                 | Walsall                                    | Tự do             |
| 1 tháng 7 2008   | Ben Sahar                 | Chelsea                          | Portsmouth                                 | Cho mượn          |
| 1 tháng 7 2008   | Albert Serrán             | Espanyol                         | Swansea City                               | £80k              |
| 2 tháng 7 2008   | Cedric Baseya             | Southampton                      | Lille                                      | Tự do             |
| 2 tháng 7 2008   | Garry Breen               | Manchester City                  | Hereford United                            | Không tiết lộ     |
| 2 tháng 7 2008   | Andrew Cave-Brown         | Norwich City                     | Leyton Orient                              | Tự do             |
| 2 tháng 7 2008   | Craig Fagan               | Derby County                     | Hull City                                  | £750k             |
| 2 tháng 7 2008   | Jonás Gutiérrez           | Real Mallorca                    | Newcastle United                           | Không tiết lộ     |
| 2 tháng 7 2008   | Greg Halford              | Sunderland                       | Sheffield United                           | Cho mượn          |
| 2 tháng 7 2008   | Andreas Isaksson          | Manchester City                  | PSV Eindhoven                              | Không tiết lộ     |
| 2 tháng 7 2008   | Jô                        | CSKA Moscow                      | Manchester City                            | Không tiết lộ     |
| 2 tháng 7 2008   | Jamie Jones               | Everton                          | Leyton Orient                              | Tự do             |
| 2 tháng 7 2008   | Anthony Le Tallec         | Liverpool                        | Le Mans                                    | Không tiết lộ     |
| 2 tháng 7 2008   | Paul Reid                 | Barnsley                         | Colchester United                          | Tự do             |
| 2 tháng 7 2008   | Jimmy Smith               | Chelsea                          | Sheffield Wednesday                        | Cho mượn          |
| 2 tháng 7 2008   | Sun Jihai                 | Manchester City                  | Sheffield United                           | Tự do             |
| 3 tháng 7 2008   | Nadjim Abdou              | Plymouth Argyle                  | Millwall                                   | Tự do             |
| 3 tháng 7 2008   | Curtis Davies             | West Bromwich Albion             | Aston Villa                                | Không tiết lộ     |
| 3 tháng 7 2008   | Philipp Degen             | Borussia Dortmund                | Liverpool                                  | Tự do             |
| 3 tháng 7 2008   | Darryl Duffy              | Swansea City                     | Bristol Rovers                             | £100k             |
| 3 tháng 7 2008   | Johannes Ertl             | Austria Vienna                   | Crystal Palace                             | Không tiết lộ     |
| 3 tháng 7 2008   | Darryl Flahavan           | Southend United                  | Crystal Palace                             | Tự do             |
| 3 tháng 7 2008   | David Livermore           | Hull City                        | Brighton & Hove Albion                     | Tự do             |
| 3 tháng 7 2008   | Mark McCammon             | Doncaster Rovers                 | Gillingham                                 | Tự do             |
| 3 tháng 7 2008   | Darren Moore              | Derby County                     | Barnsley                                   | Tự do             |
| 3 tháng 7 2008   | Gianni Zuiverloon         | SC Heerenveen                    | West Bromwich Albion                       | £3.2m             |
| 4 tháng 7 2008   | Didier Digard             | Paris Saint-Germain              | Middlesbrough                              | £4m               |
| 4 tháng 7 2008   | Graham Dorrans            | Livingston                       | West Bromwich Albion                       | £100k             |
| 4 tháng 7 2008   | Andrea Dossena            | Udinese                          | Liverpool                                  | Không tiết lộ     |
| 4 tháng 7 2008   | Marvin Emnes              | Sparta Rotterdam                 | Middlesbrough                              | £3.2m             |
| 4 tháng 7 2008   | Hólmar Örn Eyjólfsson     | HK                               | West Ham United                            | Không tiết lộ     |
| 4 tháng 7 2008   | Toni Kallio               | Young Boys                       | Fulham                                     | Tự do             |
| 4 tháng 7 2008   | Joe Martin                | Tottenham Hotspur                | Blackpool                                  | Không tiết lộ     |
| 5 tháng 7 2008   | Ryan Bertrand             | Chelsea                          | Norwich City                               | Cho mượn          |
| 5 tháng 7 2008   | Geovanni                  | Manchester City                  | Hull City                                  | Tự do             |
| 5 tháng 7 2008   | Harry Kewell              | Liverpool                        | Galatasaray                                | Tự do             |
| 5 tháng 7 2008   | Chris Lucketti            | Sheffield United                 | Huddersfield Town                          | Tự do             |
| 7 tháng 7 2008   | Andrew Cole               | Sunderland                       | Nottingham Forest                          | Tự do             |
| 7 tháng 7 2008   | Warren Feeney             | Cardiff City                     | Dundee United                              | Cho mượn          |
| 7 tháng 7 2008   | Stuart Fleetwood          | Forest Green Rovers              | Charlton Athletic                          | Không tiết lộ     |
| 7 tháng 7 2008   | Tommy Forecast            | Tottenham Hotspur                | Southampton                                | Không tiết lộ     |
| 7 tháng 7 2008   | Remco van der Schaaf      | Vitesse Arnhem                   | Burnley                                    | Tự do             |
| 8 tháng 7 2008   | Junior Agogo              | Nottingham Forest                | El Zamalek                                 | Không tiết lộ     |
| 8 tháng 7 2008   | Toumani Diagouraga        | Watford                          | Hereford United                            | Tự do             |
| 8 tháng 7 2008   | Darren Way                | Swansea City                     | Yeovil Town                                | Không tiết lộ     |
| 9 tháng 7 2008   | Kevin Phillips            | West Bromwich Albion             | Birmingham City                            | Tự do             |
| 9 tháng 7 2008   | Slobodan Rajković         | Chelsea                          | Twente                                     | Cho mượn          |
| 10 tháng 7 2008  | Kerrea Gilbert            | Arsenal                          | Leicester City                             | Cho mượn          |
| 10 tháng 7 2008  | Mark Kennedy              | Crystal Palace                   | Cardiff City                               | Tự do             |
| 10 tháng 7 2008  | Stefan Morrison           | West Bromwich Albion             | Swansea City                               | Tự do             |
| 10 tháng 7 2008  | Steven Sidwell            | Chelsea                          | Aston Villa                                | £5m               |
| 10 tháng 7 2008  | Vincent Weijl             | AZ                               | Liverpool                                  | Không tiết lộ     |
| 11 tháng 7 2008  | Diego Cavalieri           | Palmeiras                        | Liverpool                                  | Không tiết lộ     |
| 11 tháng 7 2008  | Jake Cole                 | Queens Park Rangers              | Oxford United                              | Cho mượn          |
| 11 tháng 7 2008  | Tony Craig                | Crystal Palace                   | Millwall                                   | Không tiết lộ     |
| 11 tháng 7 2008  | Peter Crouch              | Liverpool                        | Portsmouth                                 | £9m               |
| 11 tháng 7 2008  | Freddy Eastwood           | Wolverhampton Wanderers          | Coventry City                              | £1.2m             |
| 11 tháng 7 2008  | Danny Guthrie             | Liverpool                        | Newcastle United                           | Không tiết lộ     |
| 11 tháng 7 2008  | Steve Kabba               | Watford                          | Blackpool                                  | Cho mượn          |
| 11 tháng 7 2008  | Bernard Mendy             | Tự do                            | Hull City                                  | Tự do             |
| 11 tháng 7 2008  | Samir Nasri               | Marseille                        | Arsenal                                    | Không tiết lộ     |
| 11 tháng 7 2008  | Darren Randolph           | Charlton Athletic                | Hereford United                            | Cho mượn          |
| 11 tháng 7 2008  | Jermaine Wright           | Tự do                            | Blackpool                                  | Tự do             |
| 12 tháng 7 2008  | Raffaele De Vita          | Blackburn Rovers                 | Livingston                                 | Tự do             |
| 14 tháng 7 2008  | Darren Huckerby           | Norwich City                     | Major League Soccer (San Jose Earthquakes) | Tự do             |
| 14 tháng 7 2008  | Chris Iwelumo             | Charlton Athletic                | Wolverhampton Wanderers                    | Không tiết lộ     |
| 15 tháng 7 2008  | Marek Čech                | Porto                            | West Bromwich Albion                       | £1.4m             |
| 15 tháng 7 2008  | John Paintsil             | West Ham United                  | Fulham                                     | Không tiết lộ     |
| 15 tháng 7 2008  | Georgios Samaras          | Manchester City                  | Celtic                                     | Không tiết lộ     |
| 15 tháng 7 2008  | Bobby Zamora              | West Ham United                  | Fulham                                     | Không tiết lộ     |
| 16 tháng 7 2008  | Marcus Bent               | Charlton Athletic                | Birmingham City                            | Không tiết lộ     |
| 16 tháng 7 2008  | George Boateng            | Middlesbrough                    | Hull City                                  | Không tiết lộ     |
| 16 tháng 7 2008  | Péter Halmosi             | Plymouth Argyle                  | Hull City                                  | Không tiết lộ     |
| 16 tháng 7 2008  | Aliaksandr Hleb           | Arsenal                          | Barcelona                                  | £11.8m            |
| 16 tháng 7 2008  | Olivier Kapo              | Birmingham City                  | Wigan Athletic                             | £2.5m             |
| 16 tháng 7 2008  | Tony Warner               | Fulham                           | Hull City                                  | Tự do             |
| 17 tháng 7 2008  | Yala Bolasie              | Floriana                         | Plymouth Argyle                            | Không tiết lộ     |
| 17 tháng 7 2008  | Gilberto Silva            | Arsenal                          | Panathinaikos                              | £1m               |
| 17 tháng 7 2008  | Andreas Granqvist         | Wigan Athletic                   | Groningen                                  | Không tiết lộ     |
| 17 tháng 7 2008  | Jon Harley                | Burnley                          | Watford                                    | Tự do             |
| 18 tháng 7 2008  | Calvin Andrew             | Luton Town                       | Crystal Palace                             | Không tiết lộ     |
| 18 tháng 7 2008  | Scott Carson              | Liverpool                        | West Bromwich Albion                       | £3.25m            |
| 18 tháng 7 2008  | Adam Hammill              | Liverpool                        | Blackpool                                  | Cho mượn          |
| 18 tháng 7 2008  | Dave Kitson               | Reading                          | Stoke City                                 | £5.5m             |
| 18 tháng 7 2008  | Kevin Lisbie              | Colchester United                | Ipswich Town                               | Không tiết lộ     |
| 18 tháng 7 2008  | Graham Stack              | Tự do                            | Plymouth Argyle                            | Tự do             |
| 19 tháng 7 2008  | Elliot Omozusi            | Fulham                           | Norwich City                               | Cho mượn          |
| 19 tháng 7 2008  | Dejan Stefanovic          | Fulham                           | Norwich City                               | Không tiết lộ     |
| 21 tháng 7 2008  | Rob Hulse                 | Sheffield United                 | Derby County                               | £1.75m            |
| 21 tháng 7 2008  | Przemysław Kaźmierczak    | Porto                            | Derby County                               | Cho mượn          |
| 21 tháng 7 2008  | Claude Makélélé           | Chelsea                          | Paris Saint-Germain                        | Tự do             |
| 21 tháng 7 2008  | Richard Wright            | West Ham United                  | Ipswich Town                               | Không tiết lộ     |
| 22 tháng 7 2008  | Tomi Ameobi               | Leeds United                     | Doncaster Rovers                           | Không tiết lộ     |
| 22 tháng 7 2008  | Jason Beardsley           | Derby County                     | Notts County                               | Cho mượn          |
| 22 tháng 7 2008  | Febian Brandy             | Manchester United                | Swansea City                               | Cho mượn          |
| 22 tháng 7 2008  | Darius Henderson          | Watford                          | Sheffield United                           | £2m               |
| 22 tháng 7 2008  | Arturo Lupoli             | Fiorentina                       | Norwich City                               | Cho mượn          |
| 22 tháng 7 2008  | Arnau Riera               | Sunderland                       | Falkirk                                    | Cho mượn          |
| 22 tháng 7 2008  | Amr Zaky                  | Zamalek                          | Wigan Athletic                             | Cho mượn          |
| 23 tháng 7 2008  | Matt Bailey               | Wolverhampton Wanderers          | Burton Albion                              | Cho mượn          |
| 23 tháng 7 2008  | Valon Behrami             | Lazio                            | West Ham United                            | £5m               |
| 23 tháng 7 2008  | David Bell                | Luton Town                       | Norwich City                               | Không tiết lộ     |
| 23 tháng 7 2008  | Scott Davies              | Reading                          | Aldershot Town                             | Cho mượn          |
| 23 tháng 7 2008  | José Fonte                | Benfica                          | Crystal Palace                             | Không tiết lộ     |
| 23 tháng 7 2008  | Emmanuel Mendy            | Murcia Deportivo                 | Liverpool                                  | Tự do             |
| 23 tháng 7 2008  | Ben Starosta              | Sheffield United                 | Aldershot Town                             | Cho mượn          |
| 23 tháng 7 2008  | Teemu Tainio              | Tottenham Hotspur                | Sunderland                                 | Không tiết lộ     |
| 23 tháng 7 2008  | Simon Thomas              | Boreham Wood                     | Crystal Palace                             | Không tiết lộ     |
| 24 tháng 7 2008  | Michael Bridges           | Hull City                        | Carlisle United                            | Cho mượn          |
| 24 tháng 7 2008  | Nick Colgan               | Tự do                            | Sunderland                                 | Tự do             |
| 24 tháng 7 2008  | David N'Gog               | Paris Saint-Germain              | Liverpool                                  | Không tiết lộ     |
| 24 tháng 7 2008  | Luton Shelton             | Sheffield United                 | Vålerenga                                  | £1m               |
| 25 tháng 7 2008  | Godwin Antwi              | Liverpool                        | Tranmere Rovers                            | Cho mượn          |
| 25 tháng 7 2008  | Nathan Ashton             | Fulham                           | Wycombe Wanderers                          | Không tiết lộ     |
| 25 tháng 7 2008  | Joe Garner                | Carlisle United                  | Nottingham Forest                          | £1.14m            |
| 25 tháng 7 2008  | Jack Hobbs                | Liverpool                        | Leicester City                             | Cho mượn          |
| 25 tháng 7 2008  | David Meyler              | Cork City                        | Sunderland                                 | Không tiết lộ     |
| 25 tháng 7 2008  | Paul Robinson             | Tottenham Hotspur                | Blackburn Rovers                           | £3.5m             |
| 26 tháng 7 2008  | Pascal Chimbonda          | Tottenham Hotspur                | Sunderland                                 | Không tiết lộ     |
| 26 tháng 7 2008  | Brad Friedel              | Blackburn Rovers                 | Aston Villa                                | Không tiết lộ     |
| 26 tháng 7 2008  | Seyi Olofinjana           | Wolverhampton Wanderers          | Stoke City                                 | £3m               |
| 27 tháng 7 2008  | John Kennedy              | Celtic                           | Norwich City                               | Cho mượn          |
| 28 tháng 7 2008  | Jamie Clarke              | Blackburn Rovers                 | Accrington Stanley                         | Cho mượn          |
| 28 tháng 7 2008  | El Hadji Diouf            | Bolton Wanderers                 | Sunderland                                 | Không tiết lộ     |
| 28 tháng 7 2008  | Anthony Gardner           | Tottenham Hotspur                | Hull City                                  | Cho mượn          |
| 28 tháng 7 2008  | Robbie Keane              | Tottenham Hotspur                | Liverpool                                  | £19m              |
| 28 tháng 7 2008  | Sulley Muntari            | Portsmouth                       | Internazionale                             | £12.7m            |
| 28 tháng 7 2008  | Mustapha Riga             | Levante                          | Bolton Wanderers                           | Không tiết lộ     |
| 29 tháng 7 2008  | Elliott Bennett           | Wolverhampton Wanderers          | Bury                                       | Cho mượn          |
| 29 tháng 7 2008  | Lee Cattermole            | Middlesbrough                    | Wigan Athletic                             | Không tiết lộ     |
| 29 tháng 7 2008  | Chris Eagles              | Manchester United                | Burnley                                    | Không tiết lộ     |
| 29 tháng 7 2008  | Gary Roberts              | Ipswich Town                     | Huddersfield Town                          | Không tiết lộ     |
| 30 tháng 7 2008  | Kemy Agustien             | AZ                               | Birmingham City                            | Cho mượn          |
| 30 tháng 7 2008  | Tal Ben Haim              | Chelsea                          | Manchester City                            | Không tiết lộ     |
| 30 tháng 7 2008  | David Bentley             | Blackburn Rovers                 | Tottenham Hotspur                          | £15m              |
| 30 tháng 7 2008  | Amaury Bischoff           | Werder Bremen                    | Arsenal                                    | Không tiết lộ     |
| 30 tháng 7 2008  | Brian McBride             | Fulham                           | Major League Soccer (Chicago Fire)         | Tự do             |
| 30 tháng 7 2008  | Steed Malbranque          | Tottenham Hotspur                | Sunderland                                 | Không tiết lộ     |
| 30 tháng 7 2008  | Thomas Sørensen           | Aston Villa                      | Stoke City                                 | Tự do             |
| 30 tháng 7 2008  | Fredrik Stoor             | Rosenborg                        | Fulham                                     | Không tiết lộ     |
| 31 tháng 7 2008  | Madjid Bougherra          | Charlton Athletic                | Rangers                                    | £2.5m             |
| 31 tháng 7 2008  | Lee Collins               | Wolverhampton Wanderers          | Port Vale                                  | Cho mượn          |
| 31 tháng 7 2008  | David Cotterill           | Wigan Athletic                   | Sheffield United                           | Không tiết lộ     |
| 31 tháng 7 2008  | Kaspars Gorkšs            | Blackpool                        | Queens Park Rangers                        | Không tiết lộ     |
| 31 tháng 7 2008  | Nicky Maynard             | Crewe Alexandra                  | Bristol City                               | £2.25m            |
| 31 tháng 7 2008  | Matthew Mills             | Manchester City                  | Doncaster Rovers                           | £300k             |
| 31 tháng 7 2008  | Daniel Nardiello          | Queens Park Rangers              | Blackpool                                  | Tự do             |
| 31 tháng 7 2008  | Zesh Rehman               | Queens Park Rangers              | Blackpool                                  | Cho mượn          |
| 31 tháng 7 2008  | Ross Wallace              | Sunderland                       | Preston North End                          | Cho mượn          |
| 1 tháng 8 2008   | Luke Daniels              | West Bromwich Albion             | Shrewsbury Town                            | Cho mượn          |
| 1 tháng 8 2008   | Brad Guzan                | Major League Soccer (Chivas USA) | Aston Villa                                | Không tiết lộ     |
| 2 tháng 8 2008   | Carlos Villanueva         | Audax Italiano                   | Blackburn Rovers                           | Cho mượn          |
| 3 tháng 8 2008   | Daniel Parejo             | Real Madrid                      | Queens Park Rangers                        | Cho mượn          |
| 4 tháng 8 2008   | Shaun Cummings            | Chelsea                          | MK Dons                                    | Cho mượn          |
| 4 tháng 8 2008   | Omar Alieu Koroma         | Banjul Hawks                     | Portsmouth                                 | Không tiết lộ     |
| 4 tháng 8 2008   | Omar Alieu Koroma         | Portsmouth                       | Norwich City                               | Cho mượn          |
| 4 tháng 8 2008   | Jan Laštůvka              | Shakhtar Donetsk                 | West Ham United                            | Cho mượn          |
| 4 tháng 8 2008   | David Martin              | Liverpool                        | Leicester City                             | Cho mượn          |
| 4 tháng 8 2008   | Danny Simpson             | Manchester United                | Blackburn Rovers                           | Cho mượn          |
| 4 tháng 8 2008   | David Vaughan             | Real Sociedad                    | Blackpool                                  | £200k             |
| 5 tháng 8 2008   | Moses Ashikodi            | Watford                          | Hereford United                            | Cho mượn          |
| 5 tháng 8 2008   | Jay Bothroyd              | Wolverhampton Wanderers          | Cardiff City                               | £300k             |
| 5 tháng 8 2008   | Mo Camara                 | Derby County                     | Blackpool                                  | Cho mượn          |
| 5 tháng 8 2008   | James Chambers            | Leicester City                   | Doncaster Rovers                           | Tự do             |
| 5 tháng 8 2008   | Sebastián Leto            | Liverpool                        | Olympiacos                                 | Cho mượn          |
| 6 tháng 8 2008   | Rob Edwards               | Wolverhampton Wanderers          | Blackpool                                  | Không tiết lộ     |
| 6 tháng 8 2008   | Julio Santa Cruz          | Cerro Porteño                    | Blackburn Rovers                           | Không tiết lộ     |
| 6 tháng 8 2008   | Danny Shittu              | Watford                          | Bolton Wanderers                           | Không tiết lộ     |
| 6 tháng 8 2008   | Simon Walton              | Queens Park Rangers              | Plymouth Argyle                            | Không tiết lộ     |
| 6 tháng 8 2008   | Pascal Zuberbühler        | Neuchâtel Xamax                  | Fulham                                     | Tự do             |
| 7 tháng 8 2008   | Asmir Begovic             | Portsmouth                       | Yeovil Town                                | Cho mượn          |
| 7 tháng 8 2008   | Paddy Gamble              | Nottingham Forest                | Mansfield Town                             | Cho mượn          |
| 7 tháng 8 2008   | Anthony Grant             | Chelsea                          | Southend United                            | Tự do             |
| 7 tháng 8 2008   | Andrew Johnson            | Everton                          | Fulham                                     | Không tiết lộ     |
| 7 tháng 8 2008   | Artur Krysiak             | Birmingham City                  | York City                                  | Cho mượn          |
| 7 tháng 8 2008   | Clinton Morrison          | Tự do                            | Coventry City                              | Tự do             |
| 7 tháng 8 2008   | Quincy Owusu-Abeyie       | Spartak Moscow                   | Birmingham City                            | Cho mượn          |
| 7 tháng 8 2008   | Nicky Shorey              | Reading                          | Aston Villa                                | Không tiết lộ     |
| 7 tháng 8 2008   | Joel Ward                 | Portsmouth                       | Bournemouth                                | Cho mượn          |
| 7 tháng 8 2008   | Luke Young                | Middlesbrough                    | Aston Villa                                | Không tiết lộ     |
| 8 tháng 8 2008   | Frankie Artus             | Bristol City                     | Brentford                                  | Cho mượn          |
| 8 tháng 8 2008   | Alan Bennett              | Reading                          | Brentford                                  | Cho mượn          |
| 8 tháng 8 2008   | Besart Berisha            | Burnley                          | Rosenborg                                  | Cho mượn          |
| 8 tháng 8 2008   | Craig Cathcart            | Manchester United                | Plymouth Argyle                            | Cho mượn          |
| 8 tháng 8 2008   | Billy Clarke              | Ipswich Town                     | Darlington                                 | Cho mượn          |
| 8 tháng 8 2008   | Stephen Gleeson           | Wolverhampton Wanderers          | Stockport County                           | Cho mượn          |
| 8 tháng 8 2008   | Dan Harding               | Ipswich Town                     | Southend United                            | Cho mượn          |
| 8 tháng 8 2008   | Mark Oxley                | Rotherham United                 | Hull City                                  | £150k             |
| 8 tháng 8 2008   | Maceo Rigters             | Blackburn Rovers                 | Barnsley                                   | Cho mượn          |
| 8 tháng 8 2008   | James Wilson              | Bristol City                     | Brentford                                  | Cho mượn          |
| 8 tháng 8 2008   | Stephen Wright            | Tự do                            | Coventry City                              | Tự do             |
| 9 tháng 8 2008   | Hameur Bouazza            | Fulham                           | Charlton Athletic                          | Cho mượn          |
| 10 tháng 8 2008  | Abdoulaye Méïté           | Bolton Wanderers                 | West Bromwich Albion                       | £2m               |
| 11 tháng 8 2008  | Chris Barker              | Queens Park Rangers              | Plymouth Argyle                            | Không tiết lộ     |
| 11 tháng 8 2008  | Iván Campo                | Tự do                            | Ipswich Town                               | Tự do             |
| 11 tháng 8 2008  | Leandre Griffit           | Elfsborg                         | Crystal Palace                             | Tự do             |
| 11 tháng 8 2008  | Younes Kaboul             | Tottenham Hotspur                | Portsmouth                                 | Không tiết lộ     |
| 11 tháng 8 2008  | John Oster                | Tự do                            | Crystal Palace                             | Tự do             |
| 12 tháng 8 2008  | Carlos Cuéllar            | Rangers                          | Aston Villa                                | £7.8m             |
| 12 tháng 8 2008  | César Sánchez             | Real Zaragoza                    | Tottenham Hotspur                          | Không tiết lộ     |
| 13 tháng 8 2008  | Nicky Bailey              | Southend United                  | Charlton Athletic                          | Không tiết lộ     |
| 13 tháng 8 2008  | Lee Martin                | Manchester United                | Nottingham Forest                          | Cho mượn          |
| 13 tháng 8 2008  | Donovan Simmonds          | Coventry City                    | Kilmarnock                                 | Cho mượn          |
| 14 tháng 8 2008  | Trevor Carson             | Sunderland                       | Chesterfield                               | Cho mượn          |
| 14 tháng 8 2008  | Anthony Gardner           | Tottenham Hotspur                | Hull City                                  | £2.5m             |
| 14 tháng 8 2008  | Marlon King               | Wigan Athletic                   | Hull City                                  | Cho mượn          |
| 14 tháng 8 2008  | Jennison Myrie-Williams   | Bristol City                     | Cheltenham Town                            | Cho mượn          |
| 14 tháng 8 2008  | Craig Noone               | Southport                        | Plymouth Argyle                            | Không tiết lộ     |
| 14 tháng 8 2008  | Ben Thatcher              | Tự do                            | Ipswich Town                               | Tự do             |
| 15 tháng 8 2008  | Fabricio Coloccini        | Deportivo                        | Newcastle United                           | Không tiết lộ     |
| 15 tháng 8 2008  | Abdoulaye Faye            | Newcastle United                 | Stoke City                                 | £2.25m            |
| 15 tháng 8 2008  | Amdy Faye                 | Charlton Athletic                | Stoke City                                 | Không tiết lộ     |
| 15 tháng 8 2008  | Pedro Mendes              | Portsmouth                       | Rangers                                    | £3m               |
| 15 tháng 8 2008  | Claudio Pizarro           | Chelsea                          | Werder Bremen                              | Cho mượn          |
| 15 tháng 8 2008  | Grzegorz Rasiak           | Southampton                      | Watford                                    | Cho mượn          |
| 15 tháng 8 2008  | Adam Rooney               | Stoke City                       | Inverness Caledonian Thistle               | £50k              |
| 15 tháng 8 2008  | Gary Teale                | Derby County                     | Barnsley                                   | Cho mượn          |
| 15 tháng 8 2008  | Aswad Thomas              | Charlton Athletic                | Barnet                                     | Cho mượn          |
| 15 tháng 8 2008  | Jerome Thomas             | Charlton Athletic                | Portsmouth                                 | Cho mượn          |
| 16 tháng 8 2008  | Justin Hoyte              | Arsenal                          | Middlesbrough                              | £3m               |
| 16 tháng 8 2008  | Glenn Loovens             | Cardiff City                     | Celtic                                     | £2.5m             |
| 18 tháng 8 2008  | Håvard Nordtveit          | Arsenal                          | Salamanca                                  | Cho mượn          |
| 18 tháng 8 2008  | Lee Sawyer                | Chelsea                          | Southend United                            | Cho mượn          |
| 18 tháng 8 2008  | Dean Sinclair             | Charlton Athletic                | Cheltenham Town                            | Cho mượn          |
| 18 tháng 8 2008  | Scott Wagstaff            | Charlton Athletic                | Bournemouth                                | Cho mượn          |
| 18 tháng 8 2008  | Andy Webster              | Rangers                          | Bristol City                               | Cho mượn          |
| 19 tháng 8 2008  | Nacer Barazite            | Arsenal                          | Derby County                               | Cho mượn          |
| 19 tháng 8 2008  | Andrew Davies             | Southampton                      | Stoke City                                 | £1.3m             |
| 19 tháng 8 2008  | Liam Dickinson            | Derby County                     | Huddersfield Town                          | Cho mượn          |
| 19 tháng 8 2008  | Gábor Gyepes              | Northampton Town                 | Cardiff City                               | Không tiết lộ     |
| 19 tháng 8 2008  | Krystian Pearce           | Birmingham City                  | Scunthorpe United                          | Cho mượn          |
| 20 tháng 8 2008  | Jack Cork                 | Chelsea                          | Southampton                                | Cho mượn          |
| 20 tháng 8 2008  | Richard Keogh             | Bristol City                     | Carlisle United                            | Không tiết lộ     |
| 20 tháng 8 2008  | David Mooney              | Cork City                        | Reading                                    | Không tiết lộ     |
| 20 tháng 8 2008  | Mikaël Silvestre          | Manchester United                | Arsenal                                    | Không tiết lộ     |
| 21 tháng 8 2008  | Djibril Cissé             | Marseille                        | Sunderland                                 | Cho mượn          |
| 21 tháng 8 2008  | Steven Davis              | Fulham                           | Rangers                                    | £3m               |
| 21 tháng 8 2008  | David Healy               | Fulham                           | Sunderland                                 | Không tiết lộ     |
| 21 tháng 8 2008  | Eddie Lewis               | Derby County                     | Major League Soccer (Los Angeles Galaxy)   | Tự do             |
| 21 tháng 8 2008  | Tony McMahon              | Middlesbrough                    | Sheffield Wednesday                        | Cho mượn          |
| 21 tháng 8 2008  | Fábio Paím                | Sporting CP                      | Chelsea                                    | Cho mượn          |
| 21 tháng 8 2008  | Hal Robson-Kanu           | Reading                          | Southend United                            | Cho mượn          |
| 21 tháng 8 2008  | Jerome Thomas             | Charlton Athletic                | Portsmouth                                 | Không tiết lộ     |
| 21 tháng 8 2008  | Armand Traoré             | Arsenal                          | Portsmouth                                 | Cho mượn          |
| 22 tháng 8 2008  | Eddie Johnson             | Fulham                           | Cardiff City                               | Cho mượn          |
| 22 tháng 8 2008  | Vincent Kompany           | Hamburg                          | Manchester City                            | Không tiết lộ     |
| 22 tháng 8 2008  | Craig Lindfield           | Liverpool                        | Bournemouth                                | Cho mượn          |
| 22 tháng 8 2008  | Mark Little               | Wolverhampton Wanderers          | Northampton Town                           | Cho mượn          |
| 22 tháng 8 2008  | Shaun Maloney             | Aston Villa                      | Celtic                                     | Không tiết lộ     |
| 22 tháng 8 2008  | Borja Valero              | Mallorca                         | West Bromwich Albion                       | £4.7m             |
| 23 tháng 8 2008  | Rolando Bianchi           | Manchester City                  | Torino                                     | Không tiết lộ     |
| 24 tháng 8 2008  | Simon Church              | Reading                          | Wycombe Wanderers                          | Cho mượn          |
| 25 tháng 8 2008  | Andriy Shevchenko         | Chelsea                          | Milan                                      | Không tiết lộ     |
| 26 tháng 8 2008  | Russell Anderson          | Sunderland                       | Burnley                                    | Cho mượn          |
| 26 tháng 8 2008  | Chris Armstrong           | Sheffield United                 | Reading                                    | £500k             |
| 26 tháng 8 2008  | Charlie Daniels           | Tottenham Hotspur                | Gillingham                                 | Cho mượn          |
| 26 tháng 8 2008  | James Dayton              | Crystal Palace                   | Yeovil Town                                | Cho mượn          |
| 26 tháng 8 2008  | Vince Grella              | Torino                           | Blackburn Rovers                           | Không tiết lộ     |
| 26 tháng 8 2008  | Lars Jacobsen             | Tự do                            | Everton                                    | Tự do             |
| 26 tháng 8 2008  | Tomáš Pekhart             | Tottenham Hotspur                | Southampton                                | Cho mượn          |
| 27 tháng 8 2008  | Anton Ferdinand           | West Ham United                  | Sunderland                                 | Không tiết lộ     |
| 27 tháng 8 2008  | Lee Young-Pyo             | Tottenham Hotspur                | Borussia Dortmund                          | Không tiết lộ     |
| 27 tháng 8 2008  | Philippe Senderos         | Arsenal                          | Milan                                      | Cho mượn          |
| 28 tháng 8 2008  | Keith Andrews             | Milton Keynes Dons               | Blackburn Rovers                           | Không tiết lộ     |
| 28 tháng 8 2008  | Segundo Castillo          | Red Star Belgrade                | Everton                                    | Cho mượn          |
| 28 tháng 8 2008  | Jared Hodgkiss            | West Bromwich Albion             | Aberdeen                                   | Cho mượn          |
| 28 tháng 8 2008  | Linvoy Primus             | Portsmouth                       | Charlton Athletic                          | Cho mượn          |
| 28 tháng 8 2008  | Moritz Volz               | Fulham                           | Ipswich Town                               | Cho mượn          |
| 28 tháng 8 2008  | Shaun Wright-Phillips     | Chelsea                          | Manchester City                            | Không tiết lộ     |
| 29 tháng 8 2008  | Dickson Etuhu             | Sunderland                       | Fulham                                     | Không tiết lộ     |
| 29 tháng 8 2008  | Alan Lee                  | Ipswich Town                     | Crystal Palace                             | £600k             |
| 29 tháng 8 2008  | James Milner              | Newcastle United                 | Aston Villa                                | £12m              |
| 29 tháng 8 2008  | Karl Moore                | Manchester City                  | Millwall                                   | Cho mượn          |
| 29 tháng 8 2008  | Jon Parkin                | Stoke City                       | Preston North End                          | Cho mượn          |
| 29 tháng 8 2008  | Anthony Pulis             | Stoke City                       | Southampton                                | Tự do             |
| 29 tháng 8 2008  | Ryan Shotton              | Stoke City                       | Tranmere Rovers                            | Cho mượn          |
| 29 tháng 8 2008  | Ebi Smolarek              | Racing Santander                 | Bolton Wanderers                           | Cho mượn          |
| 29 tháng 8 2008  | Ibrahima Sonko            | Reading                          | Stoke City                                 | £2m               |
| 29 tháng 8 2008  | Tom Taiwo                 | Chelsea                          | Port Vale                                  | Cho mượn          |
| 30 tháng 8 2008  | Paul McShane              | Sunderland                       | Hull City                                  | Cho mượn          |
| 31 tháng 8 2008  | Gláuber                   | Nuremberg                        | Manchester City                            | Không tiết lộ     |
| 31 tháng 8 2008  | Jonas Olsson              | NEC                              | West Bromwich Albion                       | £800k             |
| 31 tháng 8 2008  | Pablo Zabaleta            | Espanyol                         | Manchester City                            | Không tiết lộ     |
| 31 tháng 8 2008  | Kamil Zayatte             | Young Boys                       | Hull City                                  | Cho mượn          |
| 1 tháng 9 2008   | John Akinde               | Ebbsfleet                        | Bristol City                               | £140k             |
| 1 tháng 9 2008   | Sone Aluko                | Birmingham City                  | Aberdeen                                   | Không tiết lộ     |
| 1 tháng 9 2008   | Nadir Belhadj             | Lens                             | Portsmouth                                 | Cho mượn          |
| 1 tháng 9 2008   | Dimitar Berbatov          | Tottenham Hotspur                | Manchester United                          | £30.75m           |
| 1 tháng 9 2008   | Rachid Bouaouzan          | Wigan Athletic                   | NEC                                        | Cho mượn          |
| 1 tháng 9 2008   | Mark Bunn                 | Northampton Town                 | Blackburn Rovers                           | Không tiết lộ     |
| 1 tháng 9 2008   | Fraizer Campbell          | Manchester United                | Tottenham Hotspur                          | Cho mượn          |
| 1 tháng 9 2008   | Jean-Francois Christophe  | Portsmouth                       | Southend United                            | Cho mượn          |
| 1 tháng 9 2008   | Vedran Ćorluka            | Manchester City                  | Tottenham Hotspur                          | £8.5m             |
| 1 tháng 9 2008   | Daniel Cousin             | Rangers                          | Hull City                                  | Không tiết lộ     |
| 1 tháng 9 2008   | Ryan Donk                 | AZ                               | West Bromwich Albion                       | Cho mượn          |
| 1 tháng 9 2008   | Blerim Dzemaili           | Bolton Wanderers                 | Torino                                     | Cho mượn          |
| 1 tháng 9 2008   | Stephen Elliott           | Wolverhampton Wanderers          | Preston North End                          | Không tiết lộ     |
| 1 tháng 9 2008   | Marouane Fellaini         | Standard Liège                   | Everton                                    | £12.5m            |
| 1 tháng 9 2008   | Steve Finnan              | Liverpool                        | Espanyol                                   | Không tiết lộ     |
| 1 tháng 9 2008   | Vito Flora                | Botafogo                         | Liverpool                                  | Tự do             |
| 1 tháng 9 2008   | George Friend             | Exeter City                      | Wolverhampton Wanderers                    | Không tiết lộ     |
| 1 tháng 9 2008   | Romain Gasmi              | Strasbourg                       | Southampton                                | Cho mượn          |
| 1 tháng 9 2008   | Ignacio González          | Valencia                         | Newcastle United                           | Cho mượn          |
| 1 tháng 9 2008   | Jonathan Grounds          | Middlesbrough                    | Norwich City                               | Cho mượn          |
| 1 tháng 9 2008   | Peter Gulacsi             | MTK Hungária                     | Liverpool                                  | Không tiết lộ     |
| 1 tháng 9 2008   | Danny Higginbotham        | Sunderland                       | Stoke City                                 | Không tiết lộ     |
| 1 tháng 9 2008   | Matt Hill                 | Preston North End                | Wolverhampton Wanderers                    | Không tiết lộ     |
| 1 tháng 9 2008   | Viktor Illugason          | Reading                          | Eastbourne Borough                         | Cho mượn          |
| 1 tháng 9 2008   | Collins John              | Fulham                           | NEC                                        | Tự do             |
| 1 tháng 9 2008   | Nicolas Marin             | Lorient                          | Plymouth Argyle                            | Cho mượn          |
| 1 tháng 9 2008   | Tyrone Mears              | Derby County                     | Marseille                                  | Cho mượn          |
| 1 tháng 9 2008   | Carlo Nash                | Wigan Athletic                   | Everton                                    | Không tiết lộ     |
| 1 tháng 9 2008   | Jon Parkin                | Stoke City                       | Preston North End                          | Không tiết lộ     |
| 1 tháng 9 2008   | Roman Pavlyuchenko        | Spartak Moscow                   | Tottenham Hotspur                          | £14m              |
| 1 tháng 9 2008   | Albert Riera              | Espanyol                         | Liverpool                                  | Không tiết lộ     |
| 1 tháng 9 2008   | Robinho                   | Real Madrid                      | Manchester City                            | £32.5m            |
| 1 tháng 9 2008   | Louis Saha                | Manchester United                | Everton                                    | Không tiết lộ     |
| 1 tháng 9 2008   | Jason Shackell            | Norwich City                     | Wolverhampton Wanderers                    | Không tiết lộ     |
| 1 tháng 9 2008   | Tom Soares                | Crystal Palace                   | Stoke City                                 | Không tiết lộ     |
| 1 tháng 9 2008   | Jon Stead                 | Sheffield United                 | Ipswich Town                               | Cho mượn          |
| 1 tháng 9 2008   | Steven Thompson           | Cardiff City                     | Burnley                                    | Không tiết lộ     |
| 1 tháng 9 2008   | Michael Tonge             | Sheffield United                 | Stoke City                                 | Không tiết lộ     |
| 1 tháng 9 2008   | Javan Vidal               | Manchester City                  | Grimsby Town                               | Cho mượn          |
| 1 tháng 9 2008   | Andriy Voronin            | Liverpool                        | Hertha Berlin                              | Cho mượn          |
| 1 tháng 9 2008   | Xisco                     | Deportivo La Coruna              | Newcastle United                           | Không tiết lộ     |
| 1 tháng 9 2008   | Gabriel Zakuani           | Fulham                           | Peterborough United                        | Cho mượn          |